# Момина крепост
Вижте пояснителната страница за други значения на Момина крепост.
Момина крепост, също Девинград, е хълм във Велико Търново, както и едноименни съвременен квартал на града и крепост в средновековния Търновград.
Намира се на изток от хълма-крепост Царевец и в близост до квартал Асенов и парк „Ксилифор“.

## История
Според някои археолози, на хълма е съществувал тракийски град Дева. На хълма има открити множество римски находки (монети, мраморна плоча и др.). В подножието на хълма е открит средновековен квартал съставен от полуземлянки.
Известен е като крепост от византийско време. Хълмът е бил третият най-важен в средновековния Търновград. Наричан е бил още Къз-Хисар. Към него се е влизало от две порти. На хълма са живеели множество занаятчии – грънчари, ковачи. Носят се легенди, че страната на хълма към река Етър (Янтра) била силно замърсена от множеството отпадъчни продукти от занаятчиите. На хълма са живеели скотовъдци и земеделци. Носят се и легенди за Девинград: За любовта на болярската дъщеря – Велислава и обикновения войник Боримир.
Търновград е бил разположен на хълмовете Царевец, Трапезица, Света гора и Момина крепост. Носят се легенди, че хълмът е бил обграден от крепостна стена и входът към него се е осъществявал от 2 порти. Хората, които живеели на хълма, се занимавали с грънчарство, обработка на желязо и скотовъдство. Населението се е снабдявало с вода от река Янтра и от изворите на хълма и околни извори.
Археологът Иван Велков прави проучвания на хълма през 40-те години на XX век. През 1959 година в подножието на хълма Янка Николова и Н. Ангелов откриват църква с размери 12.41 дължина и ширина в западната част от 7.92, а в източната 8.18 м, дебелината на стените е 0.95 м. Според археолози храмът е бил в стил търновската църковна архитектура с източни влияния от 13-14 век.